# Stenocactus phyllacanthus
Stenocactus phyllacanthus là một loài thực vật có hoa trong họ Cactaceae. Loài này được (Mart.) A. Berger ex A.W. Hill miêu tả khoa học đầu tiên.

## Hình ảnh

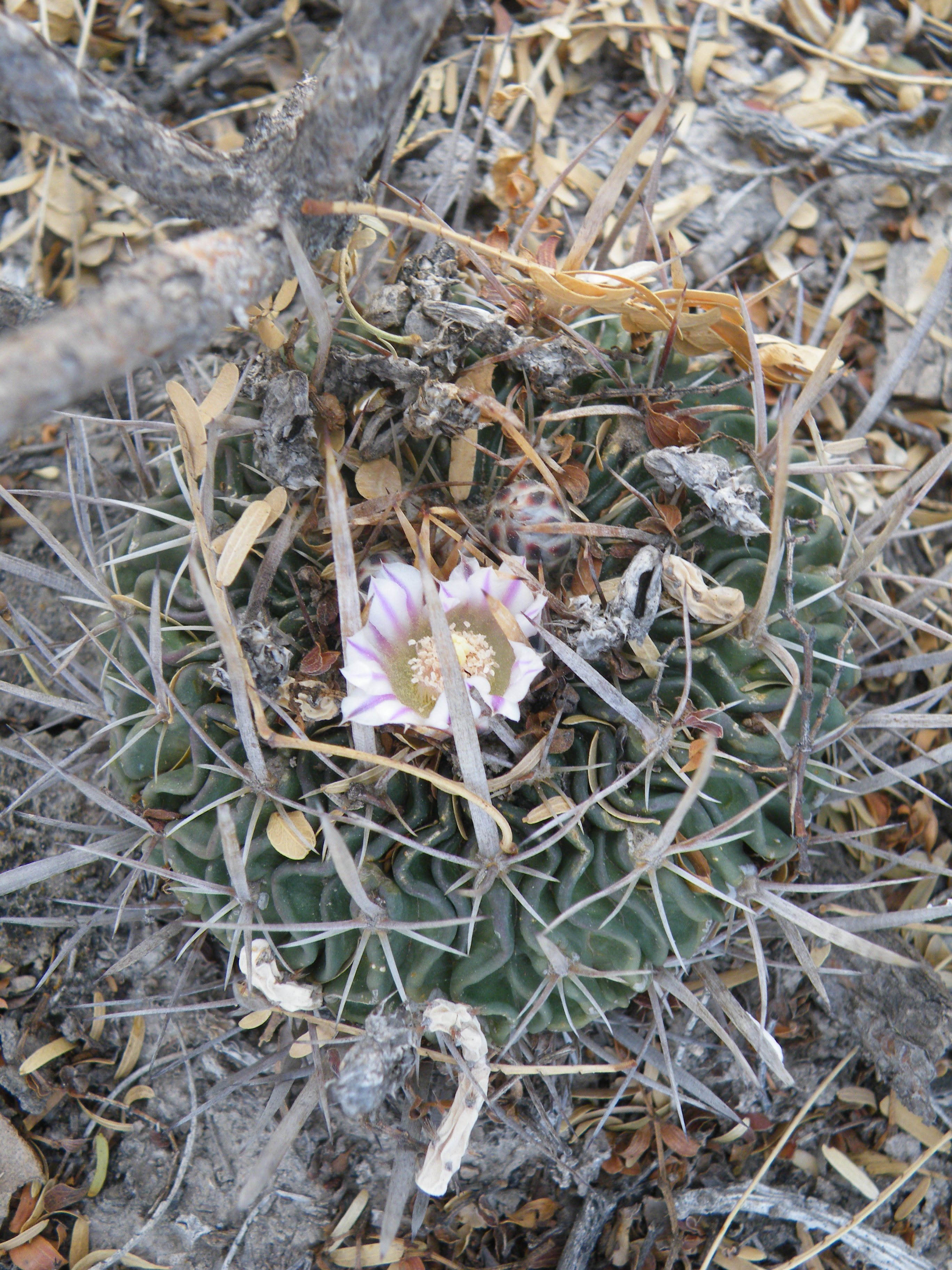
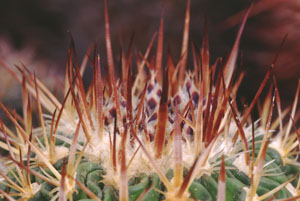
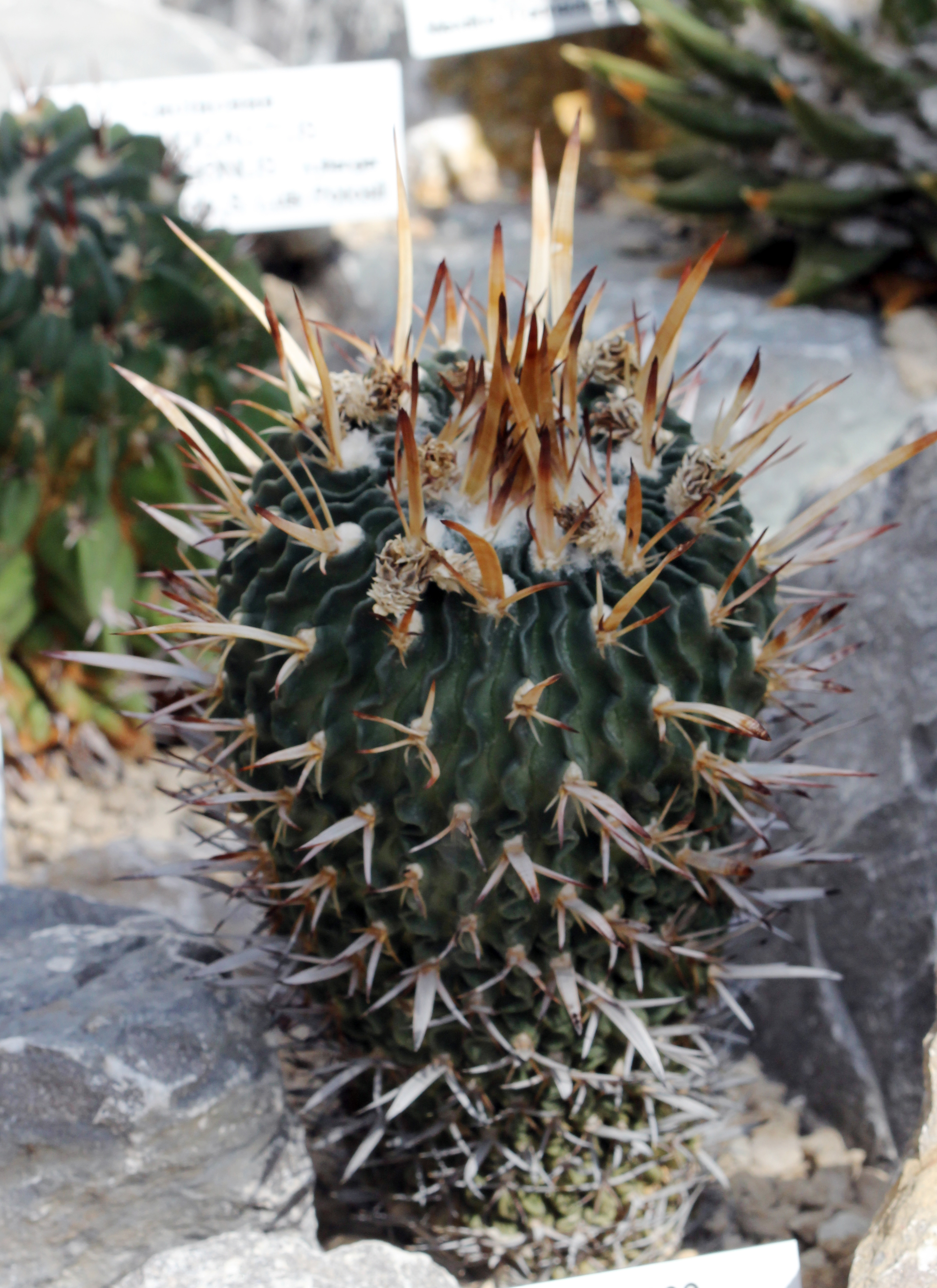